# Boko Haram
Boko Haram (tên chính thức là Jamā'at Ahl as-Sunnah lid-Da'wah wa'l-Jihād tiếng Ả rập: جماعة أهل السنة للدعوة والجهاد) là một nhóm vũ trang Hồi giáo được thành lập và có trụ sở tại Nigeria, cũng hoạt động tại Tchad, Niger và phía Bắc Cameroon. Nhóm này bị coi là "phiến quân" vì tổ chức các hoạt động khủng bố tại Nigeria, đặc biệt là năm 2009 và năm 2014. Boko Haram bắt đầu nổi lên từ năm 2009 và trở thành lực lượng giết người tàn bạo ở Nigeria. Boko Haram đang ngày càng phát triển một cách phức tạp hơn, táo tợn hơn và tăng mức độ giết chóc. Sự lộng hành hiện nay của nhóm phiến quân Hồi giáo tác động đến hệ thống an ninh của Nigeria. Nhóm này truyền bá tư tưởng thù địch phương Tây, mang ý nghĩa rằng giáo dục của người Tây là một tội lỗi đáng nguyền rủa. 
Nhóm phiến quân Boko Haram này thể hiện sức mạnh thông qua các vụ bắt cóc, giết người và đánh bom trường học, nhà thờ. Các tín đồ của Boko được rèn luyện trong một môi trường khắc nghiệt, họ sẵn sàng dâng hiến bản thân để phá hoại Chính quyền nhằm tạo lập một Nhà nước mới. Boko Haram coi người Hồi giáo là đồng minh hay những phần tử ủng hộ các hoạt động vì nhân quyền, vì Chúa của lực lượng này. Lực lượng Boko Haram muốn thành lập một Nhà nước Hồi giáo tại Nigeria. Những cuộc tấn công đẫm máu của Boko Haram gần như nằm ngoài khả năng kiểm soát của chính quyền, tạo nên một thế đối lập không thể cân bằng giữa cộng đồng người Hồi giáo ở phía Bắc và người Thiên Chúa giáo ở phía Nam Nigeria. 

## Tổng quan
Được Mohammed Yusuf thành lập vào năm 2002, từ năm 2009 nhóm Boko Haram do Abubakar Shekau lãnh đạo. Từ tháng 3 năm 2015 đến tháng 8 năm 2016, nhóm đã có sự liên kết với Nhà nước hồi giáo tự xưng IS. Tổ chức này đã giết chết hàng chục ngàn người và bắt 2,3 triệu người phải di tản, được xếp vào nhóm khủng bố chết người nhất thế giới theo Chỉ số khủng bố toàn cầu năm 2015. Trong số 2,3 triệu người bị di dời bởi cuộc xung đột kể từ tháng 5 năm 2013, ít nhất 250.000 người đã rời Nigeria và chạy trốn sang Cameroon, Chad hoặc Niger. Boko Haram đã giết chết hơn 6.600 người vào năm 2014. Nhóm đã tiến hành bắt cóc hàng loạt, bao gồm 276 cô gái từ Chibok vào tháng 4 năm 2014. Vào giữa năm 2014, các chiến binh đã giành quyền kiểm soát vùng lãnh thổ trong và xung quanh địa bàn của họ ở Borno, ước tính khoảng 2 vạn ki lô mét vuông vào tháng 1 năm 2015, nhưng không chiếm được thủ đô của tiểu bang, Maiduguri, nơi mà nhóm này ban đầu nổi dậy. Tháng 9 năm 2015, Giám đốc Thông tin tại Bộ Quốc phòng Nigeria tuyên bố rằng tất cả các trại của Boko Haram đều đã bị phá hủy. Vào ngày 7 tháng 3 năm 2015, lãnh đạo Boko Haram Abubakar Shekau cam kết trung thành với Nhà nước Hồi giáo Iraq và Levant hay ISIS và đổi tên hiệu lại thành Nhà nước Hồi giáo ở Tây Phi.

## Tư tưởng
Boko Haram được thành lập như một giáo phái dòng Sunni Hồi giáo cực đoan, bị ảnh hưởng bởi phong trào Wahhabi, chủ trương một hình thức luật Sharia nghiêm ngặt. Nó phát triển thành một nhóm Salafist-jihadi trong năm 2009. Nhóm đã tố cáo các thành viên của các dòng Sufi, người Shiite, và giáo phái Izala là những người ngoại đạo. Boko Haram tìm kiếm việc thành lập một nhà nước Hồi giáo ở Nigeria. Họ phản đối việc Phương tây hóa của xã hội Nigeria và sự tập trung về của cải vật chất của đất nước trong số các thành viên của một tầng lớp chính trị nhỏ, chủ yếu ở các tín đồ Cơ Đốc miền Nam của đất nước. Nigeria là nền kinh tế lớn nhất châu Phi, nhưng 60% dân số trong số 173 triệu người (2013) sống dưới mức trung bình $ 1 một ngày. Trong một cuộc phỏng vấn BBC năm 2009, Yusuf, được các nhà phân tích mô tả là có học thức, đã khẳng định lại sự phản đối của ông đối với nền giáo dục phương Tây. Ông bác bỏ thuyết tiến hóa, họ truyền bá mang ý nghĩa rằng giáo dục của người Tây là một tội lỗi đáng nguyền rủa.

## Hoạt động
Boko Haram được thành lập bởi Mohammed Yusuf, người lãnh đạo nhóm từ năm 2002 cho đến khi ông qua đời vào năm 2009. Sau khi ông qua đời, cấp phó của ông, Abubakar Shekau, nắm quyền kiểm soát nhóm và dẫn nó đến tận ngày nay. Mặc dù Boko Haram được tổ chức trong một cấu trúc thứ bậc với một vị lãnh đạo nói chung, nhóm này cũng hoạt động như một hệ thống bí mật di động sử dụng một cấu trúc mạng, với các đơn vị có từ 300 đến 500 chiến binh. Ước tính tổng số chiến binh của Boko Haram nằm trong khoảng từ 500 đến 9.000 người. Boko Haram được cho là đã huy động được nhiều khoản tiền đáng kể từ việc bắt cóc để đòi tiền chuộc. Năm 2013, Boko Haram bắt cóc 7 gia đình người Pháp du lịch ở Cameroon và hai tháng sau đó thả những con tin cùng với 16 người khác để đổi lấy một khoản tiền chuộc là 3,15 triệu USD. Cũng như việc tống tiền từ cư dân địa phương, Boko Haram đã tuyên bố tống tiền từ các chính quyền địa phương. Một phát ngôn viên của Boko Haram tuyên bố rằng thống đốc bang Kano Ibrahim Shekarau và thống đốc bang Isaac Bauchi Isa Yuguda đã viện trợ cho họ hàng tháng.

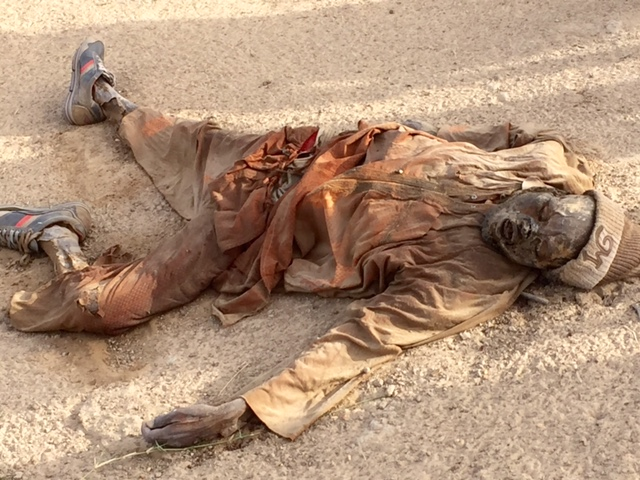
Xác của một chiến binh Boko Haram

Các tín đồ của Boko được rèn luyện trong một môi trường khắc nghiệt, họ sẵn sàng dâng hiến bản thân để phá hoại Chính quyền nhằm tạo lập một Nhà nước mới. Boko Haram coi người Hồi giáo là đồng minh hay những phần tử ủng hộ các hoạt động vì nhân quyền, vì Chúa của lực lượng này. Lực lượng Boko Haram muốn thành lập một Nhà nước Hồi giáo tại Nigeria. Những cuộc tấn công đẫm máu của Boko Haram gần như nằm ngoài khả năng kiểm soát của chính quyền, tạo nên một thế đối lập không thể cân bằng giữa cộng đồng người Hồi giáo ở phía Bắc và người Thiên Chúa giáo ở phía Nam Nigeria. Boko Haram đang ngày càng phát triển một cách phức tạp hơn, táo tợn hơn và tăng mức độ giết chóc. Sự lộng hành hiện nay của nhóm phiến quân Hồi giáo tác động đến hệ thống an ninh của Nigeria.
Vào mùa hè năm 2013, quân đội Nigeria đã đóng cửa vùng phủ sóng điện thoại di động ở ba tiểu bang phía đông bắc để làm gián đoạn giao tiếp của nhóm và khả năng kích hoạt các thiết bị IED. Tài khoản của những người trong nội bộ quân đội và dữ liệu về các vụ việc của Boko Haram trước, trong và sau khi điện thoại di động bị tắt điện cho thấy việc đóng cửa là "thành công" từ quan điểm chiến thuật quân sự. Tuy nhiên, nó gây tức giận cho người dân trong khu vực do hậu quả tiêu cực về kinh tế và xã hội của việc tắt máy di động) và gây ra những ý kiến tiêu cực đối với nhà nước và các chính sách khẩn cấp mới. Trong khi công dân và các tổ chức phát triển các chiến lược đối phó và phá hoại khác nhau, Boko Haram đã tiến hóa từ một mô hình mạng lưới nổi dậy cho một hệ thống tập trung khép kín, chuyển trung tâm hoạt động sang rừng Sambisa. Điều này về cơ bản đã thay đổi động thái của xung đột.
Tháng 7 năm 2014, Nigeria ước tính đã có số vụ giết người khủng bố lớn nhất trên thế giới trong năm 2014. Thống đốc Borno, Kashim Shettima, của phe đối lập ANPP, cho biết vào tháng 2 năm 2014: "Boko Haram được vũ trang tốt hơn và có động cơ tốt hơn quân đội của chúng ta. Với tình hình hiện tại, hoàn toàn không thể nào để đánh bại Boko Haram". Vào tháng 3 năm 2015, có thông báo rằng Nigeria đã thuê hàng trăm lính đánh thuê từ Nam Phi và Liên Xô cũ để giúp tạo ra lợi ích chống lại Boko Haram trước cuộc bầu cử ngày 28 tháng 3 năm 2014. Tháng 10 năm 2015, Tướng David M. Rodriguez, chỉ huy Bộ Tư lệnh Châu Phi của quân đội Mỹ, đã báo cáo rằng Boko Haram đã mất lãnh thổ, trực tiếp mâu thuẫn với những lời phát biểu của Boko Haram. Các nỗ lực của Hoa Kỳ để huấn luyện và chia sẻ thông tin với các lực lượng quân sự khu vực được cho là đã giúp đẩy lùi Boko Haram, nhưng các quan chức cảnh báo rằng nhóm này vẫn là một mối đe dọa trầm trọng.